# Mercede Basket Alghero
La Mercede Basket Alghero è la principale società di pallacanestro femminile di Alghero e del nord Sardegna. Gioca in Serie B (Pallacanestro femminile). La società ha anche il settore maschile che, dal 2005 al 2007, ha militato in Serie C.

## Storia
La Mercede Basket Alghero nasce nel 1977 sotto la presidenza di Vittorio Corbia, al quale è stato intitolato il palazzetto comunale nel quale la Prima Squadra gioca le partite casalinghe. Nel 1992, dopo la scomparsa del presidente fondatore, gli subentra Luigi Enrico De Rosa, scomparso nel febbraio del 2015. Attualmente la carica è ricoperta dal giornalista quarantunenne Antonio Burruni. Nella stagione 1997-1998 la Mercede Alghero allenata da Roberto Cesaraccio ha partecipato al campionato di serie B, chiudendo la prima fase regionale al 2º posto in classifica; successivamente ha preso parte sia alla Poule promozione che alle finali nazionali ed alla fine ha ottenuto la promozione in serie A2. Il campionato 1998-1999, disputato in serie A2, ha visto retrocedere in serie B la squadra sarda allenata sempre da Roberto Cesaraccio dopo aver chiuso la stagione regolare all'ultimo posto in classifica.
Nel 1999-2000 la Mercede, allenata da Giorgio Fioretto, ha giocato in serie B: 1º posto dopo la prima fase regionale, 2º posto dopo la Poule promozione insieme al Sant'Orsola Sassari a 4 punti di distacco dal C.U.S. Cagliari che ha preso parte alle finali nazionali. Nel 2000-2001, con alla guida Aldo Motzo, ha disputato il campionato di serie B girone Sardegna, chiudendo la stagione regolare al primo posto in classifica e poi venendo eliminata ai playoff dal Palestrina; durante l'estate del 2001 la Mercede Alghero è stata poi ripescata in serie A2 al posto della Basket Laghi Varese, appena retrocessa dalla serie A1.
Dall'estate del 2001 a quella del 2003 (con in panchina prima Francesco Lazzaro, poi Antonello Muroni ed infine Massimo Romano) la società sarda disputa 2 campionati in serie A2, conclusi entrambi con il raggiungimento della salvezza. Dal 2002 ad oggi la Mercede ha acquistato 15 giocatrici straniere, di cui cinque di nazionalità bulgara (la più rappresentata con la maglia della società algherese).
Nella stagione 2003-2004 con in panchina ancora Massimo Romano, dopo aver chiuso la stagione regolare al quinto posto in classifica, nel maggio del 2004 ha conquistato la storica promozione in Serie A1. Nella prima stagione giocata in serie A1, 2004-2005, la Mercede Alghero ha avuto in Milka Bjelica la 2ª migliore cecchina della stagione regolare (18,71 punti di media a partita) e con Marina Millanta, la 2ª migliore tiratrice da 3 punti (47,06% di media a partita).
Durante la permanenza nella massima serie, si sono succeduti in panchina Pietro Carlini, Manrico Vaiani, Miroslav Popov, Giorgio Barria e Francesco Palumbo. Vi ha giocato sino all'estate del 2007 quando è retrocessa in Serie A2. Nell'arco dei tre anni disputati in serie A1, dal 2004 al 2007, la Mercede Alghero ha chiuso la stagione regolare dei tre campionati giocati con questo bilancio complessivo: 90 partite giocate, 19 vittorie, 71 sconfitte, 5.120 punti fatti, 6.325 punti subiti e -1.205 differenza punti.
Nel 2007-08, guidata da Francesco Palumbo prima e Giorgio Barria poi, perde i play-out contro Battipaglia e retrocede in Serie B d'Eccellenza. Tuttavia, poche settimane dopo questo verdetto la storica società cestistica biancoblu ha predisposto il trasferimento di sede per la formazione che avrebbe dovuto partecipare alla Serie B d'Eccellenza: nasce la Calik Pallacanestro Alghero, che con l'operazione di trasferimento di sede, prenderà il posto della Virtus Viterbo in A2.
Disputa la serie A2 girone sud nel 2008-09, con coach Giuseppe Mulas al timone ha un record di 1-11, le cose migliorano con coach Giorgio Barria (record 7-7), ma non basta e la squadra retrocede dopo gara 3 dei play out persa ad Alcamo (68-56) contro la Gea Magazzini Basket Alcamo.
Nel luglio 2009 viene ripescata in serie A2 girone Nord e grazie al cambio di denominazione si riappropria del nome: A.S.D. Mercede Basket Alghero.
Il capo allenatore per la stagione 2009-10 è stato Andrea Carosi, coadiuvato dagli assistenti Giorgio Barria e Francesco "Ciccio" Barracu.
Nella stessa stagione, la Mercede Alghero chiude la regular season al 12º posto, ultimo posto utile per i play-off (nella stagione 2009 - 2010 parteciparono ai playoff le squadre dalla prima posizione alla dodicesima). Nei playoff la Mercede arrivò sino alla semifinale del proprio girone per la promozione in Serie A1, uscendo sconfitta dalla formazione corregionale della Virtus Cagliari.
Nella stagione 2010-11 la Mercede, allenata da Andrea Carosi, prima chiude la stagione regolare all'8º posto, ultimo disponibile per accedere ai playoff promozione e poi viene eliminata al primo turno dei play-off (quarti di finale del girone nord della serie A2) dalla Libertas Basket Bologna. La Mercede Alghero, come straniera per la stagione 2010-2011 (in cui festeggia i 10 anni in Serie A femminile, 3 in A1 e 7 in A2), ha acquistato dal BK Slavia Sofia l'ala grande-pivot bulgara Radostina Slavova. Radostina Slavova è stata la quarta bulgara a giocare nella Mercede Basket Alghero, tutte sempre in serie A2, tra il 2007 ed il 2010; nel 2012 si è aggiunta anche la connazionale Aleksandra Petrova. La bulgara Radostina Slavova insieme alla connazionale Ekaterina Dimitrova e la canadese Holly Robertson (ora ritiratasi) sono le uniche tre cestiste straniere che abbiano disputato due stagioni con la Mercede (Slavova dal 2010 al 2012, mentre l'accoppiata Dimitrova-Robertson dal 2005 al 2007).
Nel luglio del 2011 la società non rinnova la collaborazione con Andrea Carosi e ad agosto viene nominato Andrea Paccariè come suo sostituto alla guida della Prima Squadra militante nel campionato nazionale di basket femminile serie A2 girone nord. Sempre durante l'estate del 2011 viene presentata in Federazione, ai sensi dell'art. 128 R.O., la richiesta per trasferire il titolo sportivo della serie A2 sulla società satellite San Paolo Basket Alghero, richiesta che viene approvata nel Consiglio Federale dell'11 giugno 2011. Attualmente è in corso il procedimento di cambio denominazione da A.S.D. Mercede Basket Alghero a G.S.D. San Paolo Basket Alghero, che deve comunque ancora essere deliberato dalla Federazione. 
Nel campionato 2011-12 termina la stagione regolare al 10º posto in classifica, accedendo così ai play-out salvezza; al 1º turno perde contro il Basket Biassono che quindi si salva e poi nel 2º turno perde anche la decisiva gara-3 contro il Basket Club Bolzano che ne sancisce la retrocessione in Serie B dopo 11 stagioni consecutive in serie A (di cui 3 in A1 ed 8 in A2). Il 16 luglio 2012, tuttavia, la Mercede viene ufficialmente ripescata in serie A2 per il campionato 2012-2013, dodicesima stagione consecutiva di serie A per le algheresi.
Nell'agosto del 2012 il giovane allenatore sassarese Claudio Cau, che succede al laziale Andrea Paccariè, viene nominato nuovo allenatore della Prima Squadra per il campionato 2012-2013 in serie A2 girone nord.
Dopo aver terminato la stagione regolare al 7º posto in classifica, la Mercede Alghero disputa i play-off promozione uscendo subito al primo turno (quarti di finale) perdendo 2-0 contro il Basket Team Crema.
La stagione 2012-2013 è stata la 10ª in Serie A2, sesta consecutiva. Tra il 2010 ed il 2013 in serie A2 ha raggiunto per 3 volte su 4 i playoff, mancando però ogni volta la promozione in serie A1.
Nell'agosto del 2013 il giovane allenatore sassarese Claudio Cau, viene confermato, sostituito poi dal sassarese Daniele Cordeschi che porta la squadra alla salvezza dopo aver disputato la Poule retrocessione.
Nell'agosto 2014 Daniele Cordeschi è confermato alla guida dalle serie A2, viene poi sostituito da Barri/Torre, ma la Mercede non riesce a salvarsi e retrocede in B regionale dopo 14 anni di serie A.
Dal 1997 ad oggi, nei 12 campionati disputati in serie A, la playmaker lombarda Manuela Monticelli ne ha disputati ben 11 (3 in serie A1 e 8 in serie A2); a seguire con 6, la guardia-ala piccola Alessandra Brogiotti (tutti in serie A2) e la playmaker Sara Farris (2 in A1 e 4 in A2); poi la guardia-tiratrice Tatiana Martellini (2 in serie A1 e 3 in serie A1) e l'ala grande-centro Valentina Piroli (3 in serie A1 e 2 in serie A2), entrambe con 5.

## Cronistoria
| Stagione  | Serie                    | Posizione | Promozione / Play-off / Play-out / Retrocessione |
| --------- | ------------------------ | --------- | --- |
| 1997-98   | Serie B Girone Sardegna  | 2º posto  | Poule Promozione, finali nazionali e Promozione in Serie A2 |
| 1998-1999 | Serie A2 Girone B        | 14º posto | Retrocessione diretta in Serie B |
| 1999-2000 | Serie B Girone Sardegna  | 1º posto  | Poule promozione chiusa al secondo posto, insieme al Sant'Orsola Sassari, a 4 punti di distacco dal C.U.S. Cagliari che ha disputato le finali nazionali |
| 2000-01   | Serie B Girone Sardegna  | 1º posto  | Perso lo spareggio playoff contro il Palestrina Basket Femminile; la promozione in Serie A2 arriva dopo il ripescaggio al posto della Pallacanestro Femminile Varese |
| 2001-02   | A2 Girone A              | 13º posto | Salvezza tramite Poule retrocessione Girone 2 chiusa al 1º posto |
| 2002-03   | A2 Girone Sud            | 5º posto  | Salvezza diretta e play-off promozione sconfitta al 2º turno dalla Phard Napoli |
| 2003-04   | A2 Girone B              | 5º posto  | Promozione in Serie A1 dopo la vittoria nella finale dei play-off contro il Pontedera |
| 2004-05   | A1 Girone Unico          | 14º posto | Salvezza dopo la disputa dei play-out vinti contro il CUS Chieti in finale |
| 2005-06   | A1 Girone Unico          | 14º posto | Salvezza dopo la disputa dei play-out vinti contro Cavezzo in semifinale |
| 2006-07   | A1 Girone Unico          | 15º posto | Retrocessione diretta in Serie A2 |
| 2007-08   | A2 Girone Sud            | 13º posto | Retrocessione diretta in Serie B d'Eccellenza; mantenimento della Serie A2 attraverso il cambio di denominazione societaria in Calik Pallacanestro Alghero, il trasferimento di sede societaria e l'acquisizione del titolo sportivo della Virtus Viterbo appena retrocessa dalla Serie A1 |
| 2008-09   | A2 Girone Sud            | 12º posto | Retrocessione diretta in Serie B d'Eccellenza dopo la sconfitta nella finale dei play-out persa contro la Gea Magazzini Alcamo; mantenimento della Serie A2 perché viene ripescata per la radiazione del Basket Ribera, e ritorno alla denominazione di A.S.D. Mercede Basket Alghero      |
| 2009-10   | A2 Girone Nord           | 12º posto | Accesso ai play-off ed eliminazione nella semifinale del girone persa contro la Virtus Cagliari |
| 2010-11   | A2 Girone Nord           | 8º posto  | Accesso ai play-off ed eliminazione ai quarti di finale del girone dalla Libertas Meccanica Nova Bologna |
| 2011-12   | A2 Girone Nord           | 10º posto | Retrocessione in Serie B d'Eccellenza dopo la sconfitta nella finale play-out persa contro il Basket Club Bolzano. Ripescata in Serie A2 |
| 2012-13   | A2 Girone Nord           | 7º posto  | Accesso ai play-off ed eliminazione ai quarti di finale contro il Basket Team Crema |
| 2013-14   | A2 Conference Nord-Est   | 7º posto  | Salvezza dopo la disputa della Poule retrocessione |
| 2014-15   | A2 Conference Nord-Ovest | 8º posto  | Retrocessione in B dopo la disputa della Poule retrocessione |

| Cronistoria della Mercede Basket Alghero |
| --- |
| - 2015-2016 · 3ª in Serie B Sardegna, semifinalista play-off, ammessa in Serie A2. - 2016-2017 · 14ª nel Girone A di Serie A2. - 2017-2018 · 15ª nel Girone Sud di Serie A2, perde i play-out, retrocessa in Serie B. - 2018-2019 · 2ª in Serie C Sardegna, promossa in Serie B. - 2019-2020 · 3ª in Serie B Sardegna, quarti di finale play-off. - 2020-2021 · in Serie B Sardegna. - 2021-2022 · 2ª in Serie B Sardegna, finalista play-off. - 2022-2023 · 5ª in Serie B Sardegna. - 2023-2024 · 4ª in Serie B Sardegna, quarti di finale play-off. |

## Palmarès
- Promozione in serie A1: 2004
- Promozioni in serie A2: 1998 e 2001

## Colori sociali e simbolo
I colori sociali della divisa da gioco della Mercede Basket Alghero sono due, l'azzurro e il bianco; il simbolo presente sullo stemma societario, è una lettera M (maiuscola) di colore azzurro sovrapposta ad un pallone da basket di colore arancione.

## Palazzetto
La Mercede Basket Alghero inizialmente giocava le partite casalinghe nella palestra "Giordo" e in esterno sul campo adiacente alla Chiesa della Nostra Signora della Mercede. Attualmente gioca le sue partite casalinghe all'interno del palazzetto comunale dello Sport Vittorio Corbia che dispone di una capienza di quasi 100 posti a sedere (per l'esattezza, 99). Durante il secondo campionato giocato in serie A1 nella stagione 2005-2006, la Mercede ha dovuto disputare le gare casalinghe nella palestra comunale di Olmedo (capienza di 510 posti a sedere), per la mancata proroga della deroga da parte della Federbasket di far giocare le gare interne al PalaCorbia dotato di una capienza inferiore ai 500 posti a sedere, minimo richiesto dalla Federbasket per le gare nella massima serie nazionale di basket femminile.

## Roster dalla stagione 1997-98 ad oggi
- 1997-1998: Mariella Anedda, Alessandra Brogiotti, Paola Cocco, Beatrice De Rosa, Paola Donadoni, Martina Madeddu, Miriam Ricciotti, Stefania Sanna, Michela Serra, Paola Vacca. Allenatore: Roberto Cesaraccio.
- 1998-1999: Simona Albertazzi, Mariella Anedda, Laura Barretta, Rosa Lia Biccardi, Alessandra Brogiotti, Paola Cocco, Paola Donadoni, Maria Valeria Ferraretti, Sharon Ferrari, Antonella Ledda, Francesca Macaluso, Martina Madeddu, Gessica Mlynarczyk, Silvia Oggiano, Chiara Perfetti, Barbara Renda, Miriam Ricciotti, Stefania Sanna, Rosalba Suffritti, Simona Tassara, Francesca Vagnoni. Allenatore: Roberto Cesaraccio.
- 1999-2000: Mariella Anedda, Alessandra Brogiotti, Paola Donadoni, Adele Napolitano, Silvia Oggiano, Nunzia Paparo, Elena Podda, Stefania Sanna, Francesca Vagnoni. Allenatore: Giorgio Fioretto.
- 2000-01: Mariella Anedda, Alessandra Brogiotti, Stefania Cossu, Sara Farris, Sara Gaspari, Antonella Ledda, Antonella Malfitano, Silvia Oggiano, Fabiana Pinna, Barbara Renda. Allenatore: Aldo Motzo.
- 2001-02: Alessandra Brogiotti, Stefania Cossu, Carla Derosa, Sara Farris, Sara Gaspari, Sara Marcaggi, Manuela Monticelli, Silvia Oggiano, Fabiana Pinna, Barbara Renda, Stefania Sanna, Mascia Vollero. Allenatore: Francesco Lazzaro ed Antonello Muroni.
- 2002-03: Vanesa Avaro, Francesca Bergante, Alessandra Brogiotti, Alessandra Ciminelli, Sara Gaspari, Barbara Gibertini, Marina Millanta, Manuela Monticelli, Maura Mureddu, Fabiana Pinna, Stefania Sanna, Ilaria Sivilli, Federica Spizzuoco, Benedetta Tilocca. Allenatore: Antonello Muroni e Massimo Romano.
- 2003-04: Nadia Battain, Valeria Busi, Sara Gaspari, Fabiana Galluccio, Sonia Iacono, Manuela Monticelli, Marina Millanta, Maura Mureddu, Sabrina Pacilio, Fabiana Pinna, Valentina Piroli, Laura Ponziani, Patrizia Tanda, Benedetta Tilocca. Allenatore: Massimo Romano.
- 2004-05: Nadia Battain, Milka Bjelica, Flávia de Souza, Sara Farris, Laura Fumagalli, Sonia Iacono, Eleonora Lascala, Marina Millanta, Manuela Monticelli, Anna Pernice, Valentina Piroli, Aleksandra Vujović. Allenatore: Pietro Carlini; Manrico Vaiani (dal 24 dicembre 2004). Assistente: Giorgio Barria.
- 2005-06: Samantha Brincat, Ekaterina Dimitrova, Sara Farris, Silvia Favento, Fabiana Galluccio, Sonia Iacono, Jennifer Lacy, Tatiana Martellini, Manuela Monticelli, Anna Pernice, Valentina Piroli, Laura Ponziani, Holly Robertson, Patrizia Tanda. Allenatore: Miroslav Popov. Assistente: Giorgio Barria.
- 2006-07: Sarah Austmann, Raffaela De Rosa, Ekaterina Dimitrova, Silvia Favento, Fabiana Galluccio, Petra Maňáková (fino al 6 gennaio), Tatiana Martellini, Manuela Monticelli, Barbara Negri, Silvia Passon, Valentina Piroli, Laura Ponziani, Emma Randall, Holly Robertson, Patrizia Tanda. Allenatore: Miroslav Popov. Assistente: Giorgio Barria (fino al febbraio 2007); Francesco Palumbo (dal marzo 2007).
- 2007-08: Federica Casula (fino al 27 dicembre 2007), Loredana Costantino (da gennaio 2008), Paola Cucchiara, Barbara Cuccu, Federica Fazio, Teresa Freschi, Fabiana Galluccio, Valentina Ledda, Tatiana Martellini, Manuela Monticelli, Barbara Negri, Anna Pernice, Valentina Piroli, Laura Ponziani, Patrizia Tanda, Marta Tarantino. Allenatore: Francesco Palumbo (fino al dicembre 2007); Giorgio Barria (dal dicembre 2007). Assistente: Giorgio Barria (fino al dicembre 2007).
- 2008-09: Sara Azzellini, Federica Bardino, Giorgia Belfiore, Paola Cucchiara, Giulia Dessole, Simona Giglio Tos, Eleonora Lascala, Tatiana Martellini, Manuela Monticelli, Barbara Negri, Annalisa Profetti, Veronica Sanna, Roksana Jordanova. Allenatore: Giuseppe Mulas (fino al dicembre 2008); Giorgio Barria (dal dicembre 2008). Assistente: Giorgio Barria (fino al dicembre 2008).
- 2009-10: Sara Azzellini, Marcella Barlassina, Laura Carta, Paola Cucchiara, Sara D'Angelo, Valentina Fabbri (dal 26 gennaio 2010), Maria Giulia Forni, Daniela Georgieva, Eleonora Lascala, Tatiana Martellini, Manuela Monticelli, Barbara Negri, Francesca Rosellini (fino al 20 gennaio 2010), Maria Grazia Serano. Allenatore: Andrea Carosi. Assistenti: Giorgio Barria e Francesco Barracu.
- 2010-11: Elena Bardino, Valentina Corà (fino al 3 novembre 2010), Giulia Crestani, Paola Cucchiara, Sara Farris (dal 5 gennaio 2011), Costanza Giorgi, Valentina Ledda, Elisabetta Linguaglossa, Ilenia Loriga, Silvia Mazzoni, Manuela Monticelli, Stella Panella, Marisabel Santabarbara, Radostina Slavova. Allenatore: Andrea Carosi. Assistente: Giorgio Barria.
- 2011-12: Elena Bardino, Luisa Carraro, Paola Cucchiara, Elisa Donati, Maria Giulia Forni, Fabiana Galluccio, Costanza Giorgi, Ilenia Loriga, Roberta Martelliano, Cristina Mei, Manuela Monticelli, Jessica Nali (dal 23 ottobre 2011), Federica Prota, Francesca Rosellini (dal 6 gennaio 2012), Veronica Sanna, Maria Grazia Serano (dal 29 febbraio 2012), Radostina Slavova, Valentina Sini. Allenatore: Andrea Paccariè. Assistente: Giorgio Barria, Preparatore fisico: Marco Pinna.
- 2012-13: Sara Azzellini, Elena Bardino, Francesca Boi, Elisa Caneo, Alejandra Chesta, Daniela Deriu, Sara Farris, Sara Giari, Costanza Giorgi, Alexandra Petrova, Chiara Prota, Federica Prota, Francesca Rosellini, Marika Zanardi. Allenatore: Claudio Cau. Assistenti: Giorgio Barria e Manuela Monticelli, Preparatore fisico: Marco Pinna.
- 2013-14: Sara Azzellini, Elena Bardino, Francesca Boi, Gaia Bonaiuto, Elisa Caneo, Daniela Deriu, Eleonora Di Mauro, Sara Farris, Delia Gagliano, Costanza Giorgi, Ilenia Loriga, Giulia Martinelli, Alexandra Petrova, Carolina Pinna, Chiara Prota, Alessia Sechi, Giulia Sias, Claudia Trubia, Marika Zanardi. Allenatore: Claudio Cau; Daniele Cordeschi (dal 1º novembre 2013). Viceallenatore: Giorgio Barria. Assistente: Manuela Monticelli, Preparatore fisico: Marco Pinna.
- 2014-15: Sara Azzellini, Francesca Boi, Gaia Bonaiuto, Elisa Caneo, Delia Gagliano, Giulia Martinelli, Alexandra Petrova, Carla Spiga, Giulia Sias, Claudia Trubia, Lucrezia Zanetti, Marta Solinas, Giulia Canu, Fabia Canu, Érica Sánchez. Allenatore: Daniele Cordeschi. Vice-allenatore: Marcello Torre. Assistente: Manuela Monticelli. Preparatore fisico: Marco Pinna.
- 2015-16: Sara Azzellini, Francesca Boi, Gaia Bonaiuto, Alexandra Petrova, Giulia Sias, Marta Solinas, Giulia Canu, Fabia Canu, Giulia Canu, Diarra Sow, Alessia Piras, Giada Zinchiri, Viviana Manconi, Carla Spiga, Martina Pulina. Allenatore: Manuela Monticelli. Preparatore fisico: Francesco De Rosa
- 2016-17: Sara Azzellini, Aleksandra Petrova, Marta Solinas, Giulia Canu, Giulia Canu, Diarra Sow, Alessia Piras, Giada Zinchiri, Viviana Manconi, Carla Spiga, Iva Georgieva, Chiara Flauret, Camilla Barbone, Chiara Marini, Laura Ponziani, Elisa Lubrano, Marianna Milia.Allenatore: Manuela Monticelli. Preparatore fisico: Francesco De Rosa
- 2017-18: Sara Azzellini, Francesca Boi, Aleksandra Petrova, Sara Saias, Marta Solinas, Giulia Canu, Arianna Beretta, Veronika Dzhikova, Giulia Canu, Diarra Sow, Alessia Piras, Giada Zinchiri, Viviana Manconi, Elisa Lubrano, Marianna Milia. Allenatore: Claudio Cau. Assistente: Manuela Monticelli. Preparatore fisico: Francesco De Rosa
- 2018-19: Anastasia Kaleva, Carla Spiga, Alessia Satta, Alessia Corbia, Giada Zidda, Ivona Kozhobashiovska, Tijana Mitreva, Marta Solinas, Giulia Canu, Veronica Monti, Martina Idili, Chiara Obinu, Giada Zinchiri, Elisa Lubrano, Marianna Milia.Allenatore: Manuela Monticelli. Preparatore fisico: Francesco De Rosa

## Straniere dal 2002 ad oggi
italo-argentina Vanesa Avaro (2002-2003),
brasiliana Flávia de Souza (2004-2005),
serba Milka Bjelica (2004-2005),
montenegrina Aleksandra Vujović (2004-2005),
italo-australiana Samantha Brincat (2005-2006),
bulgara Ekaterina Dimitrova (2005-2007),
statunitense Jennifer Lacy (2005-2006),
canadese Holly Robertson (2005-2007),
tedesca Sarah Austmann (2006-2007),
ceca Petra Maňáková (2006-2007),
australiana Emma Randall (2007),
bulgara Roksana Jordanova (2008-2009),
bulgara Daniela Georgieva (2009-2010),
bulgara Radostina Slavova (2010-2012),
bulgara Alexandra Petrova (2012-).

## Staff e quadri societari

### Staff tecnico
- Allenatore: Manuela Monticelli
- Vice-allenatore e Preparatore fisico: Francesco De Rosa

### Staff medico
- Medico sociale: Antonio Cocco

### Quadri societari
- Presidente: Antonio Burruni
- Vice-presidente: Michele Scala
- Direttore sportivo: Cristiano Baccini
- Dirigente accompagnatore Serie B: Antonello Serra e Marcello Torre
- Team manager Serie B: Antonello Serra
- Addetto agli arbitri Serie A: Sergio Gavini
- Responsabile settore giovanile: Francesco De Rosa
- Allenatore settore giovanile: Manuela Monticelli
- Segretario: Antonello Serra
- Addetto stampa:
- Addetto marketing e logistica: